# Lords of the Realm II
Lords of the Realm II ist ein Echtzeit- und rundenbasiertes Strategiespiel für Windows und Mac OS aus dem Jahr 1996. Entwickelt wurde es von Impressions Games. Herausgebracht wurde es von Sierra Entertainment. Es ist das zweite Computerspiel der Lords-of-the-Realm-Reihe. Der Vorgänger ist Lords of the Realm aus dem Jahr 1994. Die Fortsetzung Lords of the Realm III erschien 2004.

## Handlung
Die Handlung von Lords of the Realm II spielt im Mittelalter in der zweiten Hälfte des 13. Jahrhunderts. Das Spiel startet im Jahr 1268. Der englische König Edward I. ist tot und hatte zuvor keinen Thronfolger hinterlassen und auch keinen bestimmt. Somit ist der Thron verwaist und der Adel sowie ein Geistlicher streiten sich von nun an um den Thronanspruch und bekämpfen sich.

## Spielprinzip

### Spielwelt
Der Spieler sucht sich vor Spielbeginn eine Karte aus; neben historischen Karten (bspw. England, Frankreich, Heiliges Römisches Reich, Kreuzzüge) stehen auch abstrakte Formen und Länderkarten (bspw. geometrische Muster, China, Amerika und Ähnliches) zur Auswahl. Die von der KI gesteuerten Gegenspieler sind „der Ritter“, „der Baron“, „der Bischof“ und „die Gräfin“.

### Beliebtheit
Zu Spielbeginn erhält der Spieler eine Grafschaft und muss sich um deren Bevölkerung, Wirtschaft und Verteidigung kümmern. Die Bevölkerung muss stets durch niedrige Steuern, Bier (Ale) und genügend Nahrung zufrieden gestellt werden, um das Bevölkerungswachstum anzukurbeln und um Bauernaufstände zu vermeiden. Falls die Bevölkerung einer Länderei mehrere Runden lang unzufrieden ist, und es einen Aufstand gibt, rotten sich die Bauern zu einem Heer zusammen, verwüsten das Umland und ziehen durch die Lande, bis der Aufstand niedergeschlagen wird.

### Wirtschaftssystem
Zuerst muss der Spieler den Steuersatz und die Nahrungsrationen, bestehend aus Brot und Käse, für die Bauern festlegen. Anschließend muss man die untätigen Bauern vom Dorfplatz zur Arbeit einteilen wie: Holz hacken, Kühe melken, Getreide anbauen, Steinmetzarbeiten, Eisenerz sammeln sowie Waffen und Rüstungen schmieden. Falls Felder durch Gegner oder Unwetter beschädigt werden, können die Bauern auch dafür eingeteilt werden diese zu erneuern, was einige Runden in Anspruch nimmt. Als Waffen können in der Waffenschmiede durch genügend Eisenerz und Holz Streitkolben, Bögen, Schwerter, Piken (eigentlich Hellebarden), Armbrüste und Ritterrüstungen produziert werden, die nach Fertigstellung in die Waffenkammer kommen.

### Militär
Wenn genügend Waffen und Rüstungen vorhanden sind, kann der Spieler ein Heer aufstellen und ausrüsten, welches mindestens 50 Mann stark sein muss. Wie viele Bauern man in die Armee einberuft wirkt sich auf die Zufriedenheit der Länderei aus. Wenn man zu viele Bauern einberuft, sinkt die Zufriedenheitsrate rapide ab, und es stehen auf dem Dorfplatz weniger Arbeiter zur Verfügung, bis die Bevölkerung wieder von selbst nach und nach ansteigt. Ist eine Armee aufgestellt und ausgerüstet, kann man sie entweder als Garnison zum Schutz der Länderei in die Burg einquartieren, oder man schickt sie gegen seine Feinde, um deren Ländereien zu erobern. Hat der Feind in der betroffenen Länderei eine Burg, muss der Spieler diese belagern, um diese einzunehmen, wobei er Belagerungsgeräte wie Rammböcke, Katapulte und Belagerungstürme bauen muss, um die Mauern und das Tor zu stürmen. Nach einigen Runden sind die Belagerungsgeräte fertig und man kann die Burg stürmen, dabei schaltet das Spiel in eine Echtzeitschlacht um, in der man seine Truppen und Kriegsmaschinen gegen die KI befehligen kann.

## Erweiterung
Das Add-on Lords of the Realm II – Siege Pack bietet einen neuen Schlacht-Editor mit Speicherplatz für 20 selbstentworfene Karten, in dem man direkt in Echtzeit Belagerungen und Feldschlachten führen kann. Weiter beinhaltet das Add-on 20 neue Schlachtfeldkarten, 10 neue Burgen, verbesserte KI, eine neue Kampagne, neue animierte Videosequenzen, sowie mehr zufallsgenierte Ereignisse.

## Kritik
„Vor gut einem Jahr erschien der erste Teil von Lords of the Realm. Schon damals konnte das Spiel von Impressions durch den interessanten Genremix aus Wirtschaft, Strategie und Echtzeit Aufsehen erregen. Jedoch kränkelte es an schlechter Technik, insbesondere die Grafik war zweitklassig.
Der König ist tot, lang lebe der König! Was passiert aber, wenn der rechtmäßige Herrscher vor seinem Ableben keinen Thronfolger bestimmt hat? Intrigen, Krieg, Hunger und Seuchen plagen das Königreich, während jeder Aristokrat versucht, die Macht an sich zu reißen, koste es, was es wolle. Dabei ist es völlig unrelevant, ob sich Frankreich, Deutschland, England oder Italien im Nachfolgekrieg befindet. Als Spieler haben Sie nur ein Ziel, nämlich den Thron selbst zu besteigen. Vier andere Lords stehen Ihnen dabei im Weg und müssen zwangsläufig mit Waffengewalt überzeugt werden, daß sie des Königsthrons nicht würdig sind. Militärische Überlegenheit läßt sich jedoch nur erreichen, wenn Sie wirtschaftlich die Nase vorne haben. Wer seine Ländereien ausbeutet, sich nicht um das Wohl der Bauern kümmert, brav Felder bestellt und Rindvieh züchtet, hat erstens kein Geld für Waffen und zweitens keine Bevölkerung, die er zum Wehrdienst einberufen könnte. Die Untertanen wollen also zum Felderbewirtschaften, Kühemelken, Holzfällen, Bergbau, Waffenschmieden und Burgenbau eingeteilt werden. Nebenbei legen Sie Lebensmittelverteilung und Steuersatz fest. Ausreichend Nahrung, gute Gesundheit und niedrige Steuern heben Moral und sorgen für Bevölkerungszuwachs. Brutale Steuersätze, Hunger, Seuchen und Kriege führen zu Moralverlusten und, falls nicht rechtzeitig etwas dagegen unternommen wird, Aufständen der Bauern sowie Verlust des Landes. Insgesamt wurde der wirtschaftliche Teil leicht vereinfacht. Ferner läßt sich die Komplexität beim Start des Spiels anwenderfeundlich einstellen.“

## Pressespiegel
Bewertungen in PC-Spielezeitschriften:
- PC Games, Ausgabe 1/1997: Spielspass 71 %
- PC Action, Ausgabe 1/1997: Spielspass 74 %
- GameSpot: 7.6 von 10[1]
- Metacritic: 77/100[2]